# کشتی پایگاه

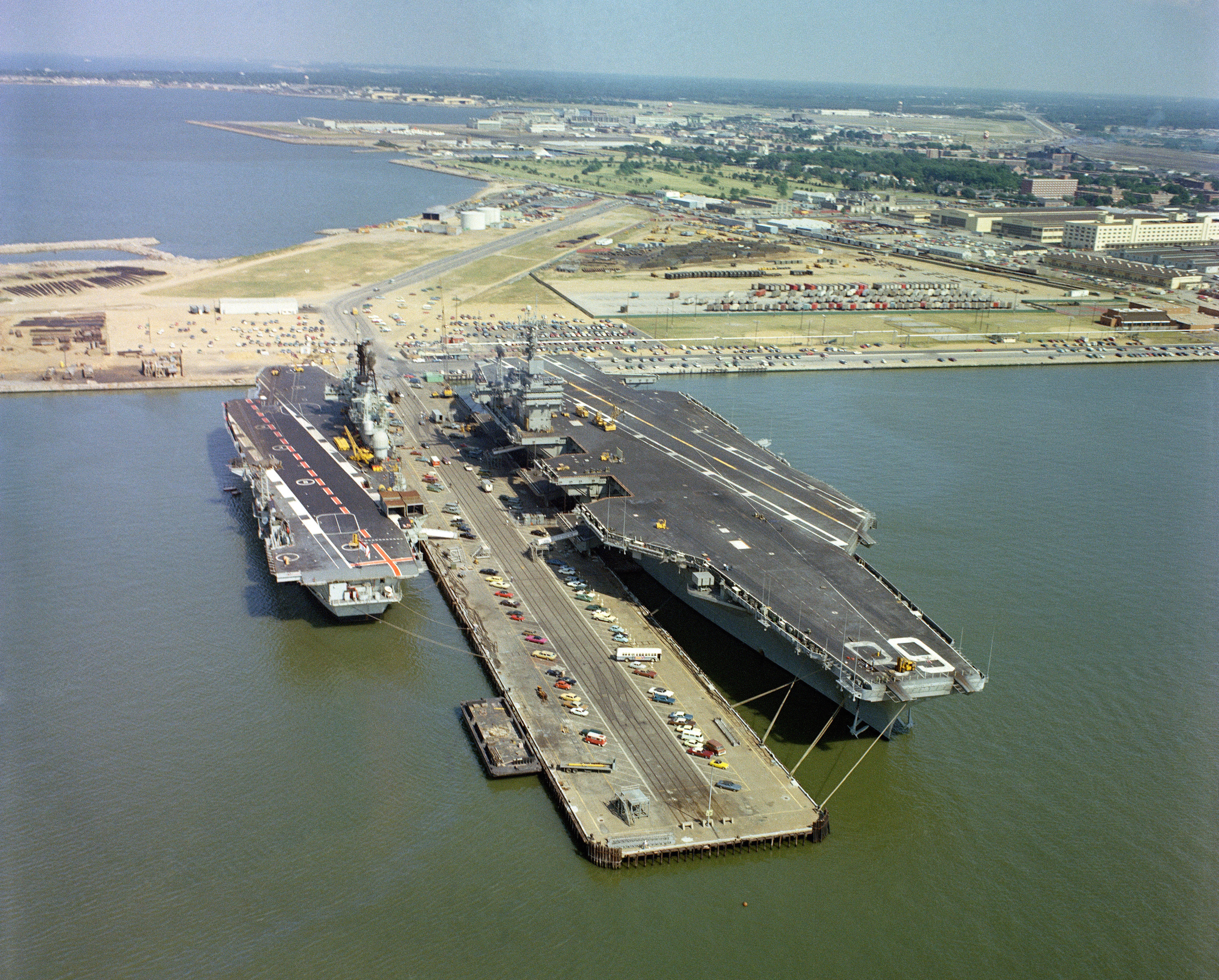
ناوهای هواپیمابر، کشتی‌های پایگاه اصلی در عصر حاضر هستند.

کشتی‌های پایگاه، مهم‌ترین کشتی‌های جنگی هستند؛ و به‌طور معمول بسیار بزرگ‌تر از سایر کشتی‌های نظامی است. کشتی پایگاه، معمولاً محل فرود هواپیماها یا کشتی اصلی یک ناوگان دریایی است.
ویلیات اس. لیند در کتاب آمریکا کن وین (ص ۹۰) کشتی پایگاه را این‌گونه تعریف می‌نماید: "یک کشتی پایگاه خصوصیاتی دارد: اگر کشتی‌های پایگاه در نبرد شکست بخورند، در واقع نیروی دریایی شکست خورده است. در حالیکه ممکن است سایر بخش‌های نیروی دریایی شکست خورده باشند، اما کشتی‌های پایگاه همچنان به فعالیت خود ادامه دهند.
در زمینهٔ این مفهوم، طبقه‌بندی رسمی وجود ندارد، اما یک اصطلاح سودمند در راهبرد نیروی دریایی محسوب می‌شود؛ چرا که یک شاخص نسبی از توان یک نیروی دریایی بدون پرداختن به جزئیات مانند نفرات و اسلحه‌ها محسوب می‌شود.

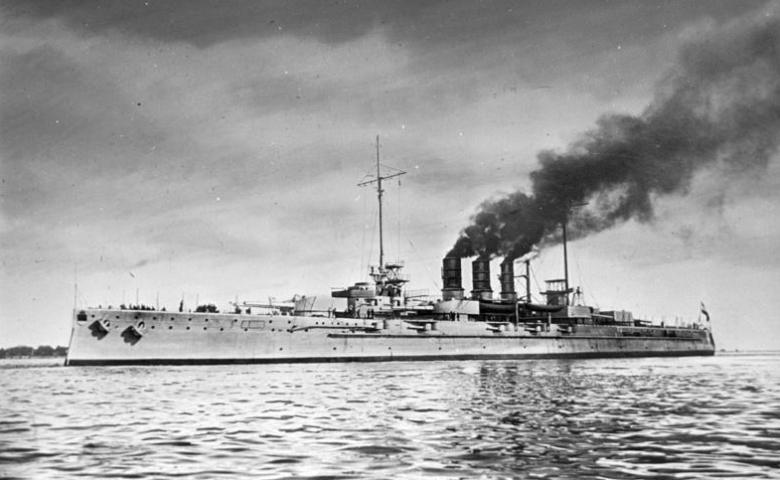
نبردناوها، پس از منسوخ شدن کشتی‌های بادبانی، به کشتی‌های پایگاه اصلی تبدیل شدند، و به‌طور گسترده در جنگ جهانی دوم بکار گرفته شدند. در تصویر اس‌ام‌اس هلگولند آلمان دیده می‌شود.

یک نمونهٔ برجسته از دکترین ماهان که در طرح‌ریزی برای دفاع از سنگاپور در جنگ جهانی دوم بکار گرفته شد، تصمیم نیروی دریایی سلطنتی با اختصاص دادن نبردناوها و رزم‌ناوها به تهدیدات موجود در اقیانوس اطلس و اقیانوس آرام بود. دکترین ماهان بوسیلهٔ نیروی دریایی سلطنتی ژاپن در نبرد بندر پیارل و نبرد با ناوگان اقیانوس آرام آمریکا نیز بکار گرفته شد.

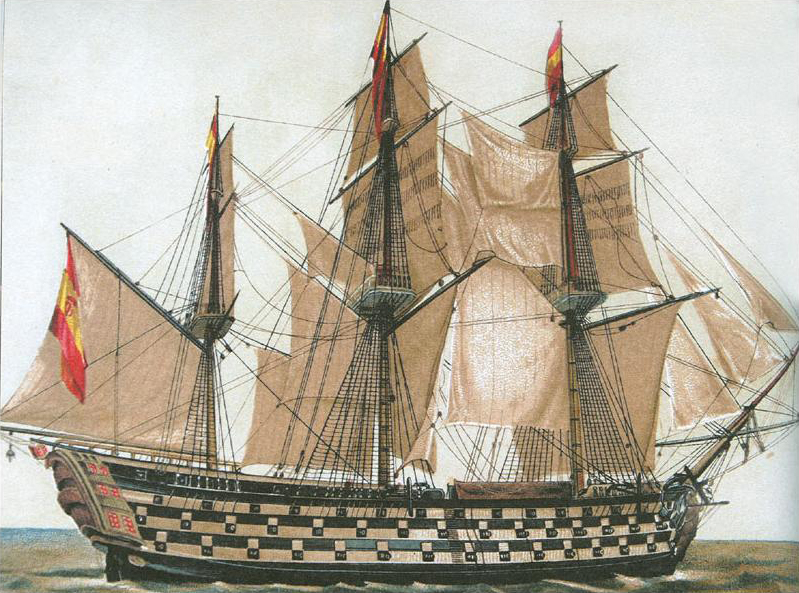
کشتی جنگی بزرگ، کشتی‌های پایگاه در عصر دریانوردی بودند. در تصویر کشتی سانتا آنا اسپانیا دیده می‌شود که با ۱۱۲ توپ، نمونه‌ای برجسته از این نوع کشتی‌ها است.

عملیات‌های نظامی در اقیانوس آرام، معمولاً با عبارت جنگ اقیانوس آرام مورد اشاره قرار می‌گیرد و بیانگر اعزام نبردناوها و ناوهای هواپیمابر ایالات متحده به اقیانوس آرام دارد. نبردها در اروپا در جنگ جهانی دوم، عمدتاً زمینی بود و در نتیجه ناوگان دریای آلمان نیز کوچک و محدود بود و از کشتی‌های حفاظت دریایی در نبردها استفاده می‌کردند که عمدتاً از نوع نابودگرها و گاردهای نابودگر بودند تا یوبوت‌ها.

## عصر دریانوردی
پیش از توسعهٔ ناوهای تمام فلزی در اواخر قرن نوزدهم، کشتی پایگاه در عصر دریانوردی به عنوان کشتی شناخته می‌شد که بر اساس سیستم رتبه‌بندی نیروی دریایی سلطنتی، کشتی جنگی بزرگ متعلق به رتبه‌های اول، دوم، سوم یا چهارم، و به شرح زیر بودند
- رتبهٔ نخست: دارای ۱۰۰ یا بیش از ۱۰۰ توپ که به‌طور معمول بر روی سه یا چهار عرشه حمل می‌شدند. کشتی‌های ۴ عرشه‌ای در دریاهای طوفانی ناتوان بودند، و شلیک توپ از کوچک‌ترین عرشه تنها در شرایط آرام دریا امکان‌پذیر بود.
- رتبهٔ دوم: با ۹۰–۹۸ توپ.
- رتبهٔ سوم: با ۶۴ تا ۸۰ توپ (با وجود اینکه کشتی‌های ۶۴ توپی کوچک بودند و در هیچ عصری به‌طور متداول مورد استفاده قرار نگرفتند).
- رتبهٔ چهارم: ۴۶ تا ۶۰ توپ. در ۱۷۵۶، این کشتی‌ها برای نبرد بسیار ضعیف قلمداد می‌شدند و در عوض، عهده دار وظایف جانبی بودند. با این وجود، از آن‌ها در آب‌های کم عمق دریای شمال و سواحل آمریکا، جایی که امکان استفاده از کشتی‌های بزرگ‌تر وجود نداشت، نیز بکار گرفته می‌شدند.

ناوچه‌ها در رتبهٔ پنجم، و ناوچه‌های کوچک و ناوچه‌های سبک در رتبهٔ ششم قرار می‌گرفتند. در پایان جنگ‌های ناپلئونی و اواخر قرن نوزدهم، برخی از ناوچه‌های بزرگ‌تر و قوی تر، در رتبهٔ چهارم جای گرفتند.

## رزم ناو/نبرد ناو
اصطلاح «کشتی پایگاه» برای نخستین بار در ۱۹۰۹ بکار گرفته شد، و به‌طور رسمی در دهه‌های ۱۹۲۰ و ۳۰ میلادی در معاهدهٔ نیروی دریایی واشینگتن، معاهدهٔ نیروی دریایی لندن، و معاهدهٔ دوم نیروی دریایی لندن مورد تعریف قرار گرفت. بکارگیری این عبارت نیز به‌طور عمده به انقلاب دریدنوت بازمی‌گردد؛ عصری که رزم ناوهای دریدنوت (که تحت عنوان دریدنوت و سپس رزم ناو خوانده می‌شدند) و نبرد ناوها بسیار مورد توجه بودند.
در قرن بیستم، بخصوص در جنگ‌های جهانی اول و دوم، کشتی‌های پایگاه معمول، نبردناوها و رزم‌ناوها بودند. تمامی این کشتی‌ها، نزدیک به ۲۰٬۰۰۰ تن یا بیشتر ظرفیت داشتند، و به توپ‌های کلیبر بزرگ و تسلیحات سنگین مجهز بودند.
ناوهای سنگین، با وجود اینکه کشتی‌های مهمی بودند، اما به عنوان کشتی پایگاه شناخته نمی‌شدند. استثنایی که در این رابطه در جنگ جهانی دوم می‌توان بیان کرد، رزم ناو کلاس دوشلند بود. گرچه این نوع از کشتی، مشابه یک رزم ناو سنگین بود، اما به سبب مجهز بودند به تسلیحات سنگین، در برخی موارد به عنوان کشتی پایگاه شناخته می‌شدند؛ زیرا آن‌ها از معدود تجهیزات سطحی سنگین کریگسمارینه بودند. با این وجود، رزم ناوهای کلاس آلاسکا، به سبب برخوردار از ظرفیت بیشتر از رزم ناوها معمول، گاهی به عنوان کشتی پایگاه در نظر گرفته می‌شدند.
در خلال جنگ سرد، نیروی دریایی شوروی، برای مقابله با نبردناوها و رزم ناوها رقیب جنگی خود، نبردناو کلاس کیروف مجهز به تسلیحات سنگین را بکار گرفت. این قبیل تسلیحات، اغلب به عنوان کشتی پایگاه در این عصر شناخته می‌شدند. با این حال، از دیدگاه طراحی فنی، کیروف، با آسانی امکان استفاده از نیروی هسته‌ای را فراهم می‌آورد.